# Бригада Харел
Бригада Харел (хебр. חטיבת הראל) је резервна бригада Израелских одбрамбених снага, данас део Северне команде. Играла је врло значајну улогу у Арапско-израелском рату 1948.

## Историја

### Рат за независност
Бригада Харел је основана 16. априла 1948. као дивизија Палмаха, одмах након операције Нахшон. Била је састављена од три батаљона, снаге 1.400 људи, из области Јерусалима који су се борили у операцији Нахшон. Први командир ове пешадијске јединице је био Јицак Рабин.
Током ране фазе Израелског рата за независност (од 29. новембра 1947. до 15. маја 1948), јединице Палмаха су постале тактичке борбене јединице. У априлу 1948, бригада Харел (позната и као 10. бригада) је формирана како би се објединила команда над свим јединицама у јерусалимском коридору и брдима. Главни задатак Бригаде је био двострук:
- Да ојача област штитећи је од напада локалних арапских снага и Арапске легије, и да осваја територију где год је могуће, како би се омогућио пролаз конвоја са намирницама у Јерусалим.
- Да тренира и организује снаге у процесу изградње армије.

Након оснивања, Бригада је започела операцију Харел која је представљала директан наставак операције Нахшон, између 16. и 21. априла 1948. 22. априла бригада је учествовала у операцији Јевуси са циљем да преузме контролу над северним гребенима изнад Јерусалима, а затим да преузме контролу над јужним градским насељима. Током ове операције, Бригада је имала 33 погинула борца у бици за Самуилову гробницу и 19 погинулих у насељу Катамон.
У операцији Макаби у првој половини маја 1948, бригада Харел је преузела контролу над јерусалимским коридором и отворила пут до Шаар Хагаија (23 километра од Јерусалима). Од 17. до 19. маја, Бригада је заузела Сионску гору и ушла у Јеврејску четврт у јерусалимском старом граду.
Касније је Бригада учествовала у операцији Дени, операцији Хорев, и операцији Хахар.
Меморијални веб-сајт Палмаха даје списак од 274 члана који су страдали борећи се за бригаду Харел.

### Суецка криза
Током Суецке кризе (операција Кадеш), 1956. године, бригада Харел се борила као пешадијска бригада под командом Шмуела Гудара. 1959, Бригада је постала резервна јединица оружаних снага.

### Шестодневни рат
Током Шестодневног рата бригада Харел је користила Шерман тенкове у борбама за Радарско брдо, северно од Јерусалима, а после заузела Рамалу.